# ویتامین کا۴
ویتامین K۴ نامی برای یک یا چند ترکیب خاص با فعالیت ویتامین K است.

K4 ممکن است اشاره به منادی‌ال و یا به منادی‌ال استرهای مختلف، مانند منادی‌ال دی‌استات (استومنافتون)، منادی‌ال دی‌بوتیرات و یا منادی‌ال دی‌مالونات داشته باشد. همچنین ممکن است اشاره به نمک‌های مختلف فسفات و یا سولفات، مانند منادی‌ال سدیم دی‌فسفات و یا منادی‌ال سدیم دی‌سولفات داشته باشد.

منادی‌ال
منادی‌ال استات
منادی‌ال دی‌بوتیرات